# Chhatatanr
Chhatatanr é um cidade no distrito de Dhanbad, no estado indiano de Jharkhand.

## Demografia
Segundo o censo de 2001, Chhatatanr tinha uma população de 32 235 habitantes. Os indivíduos do sexo masculino constituem 54% da população e os do sexo feminino 46%. Chhatatanr tem uma taxa de literacia de 60%, superior à média nacional de 59,5%; a literacia no sexo masculino é de 69% e no sexo feminino é de 50%. 15% da população está abaixo dos 6 anos de idade.